# Alberto Adriano
Alberto Adriano (* 1961; † 14. Juni 2000 in Dessau) war ein mosambikanischer Fleischer, der ein Todesopfer rechtsextremer Gewalt in der Bundesrepublik Deutschland wurde.

## Leben
Adriano war 1988 als Vertragsarbeiter in die DDR geholt worden und lebte nach ihrem Ende weiter in Ostdeutschland. Er schickte seiner in Mosambik lebenden Großfamilie regelmäßig Geld zur Unterstützung. Er war verheiratet und hatte drei Kinder im Alter von fünf Monaten bis acht Jahren. Die letzten vier Jahre vor seinem Tod hatte er Geld für einen Flug in sein Heimatland gespart, den er am 3. Juli 2000 hatte antreten wollen, zu dem es jedoch nicht mehr kam.
In der Nacht vom 10. auf den 11. Juni 2000 wurde er von drei alkoholisierten Wolfener Neonazis im Dessauer Stadtpark zusammengeschlagen. Drei Tage später starb er im Krankenhaus an seinen Verletzungen.

## Folgen

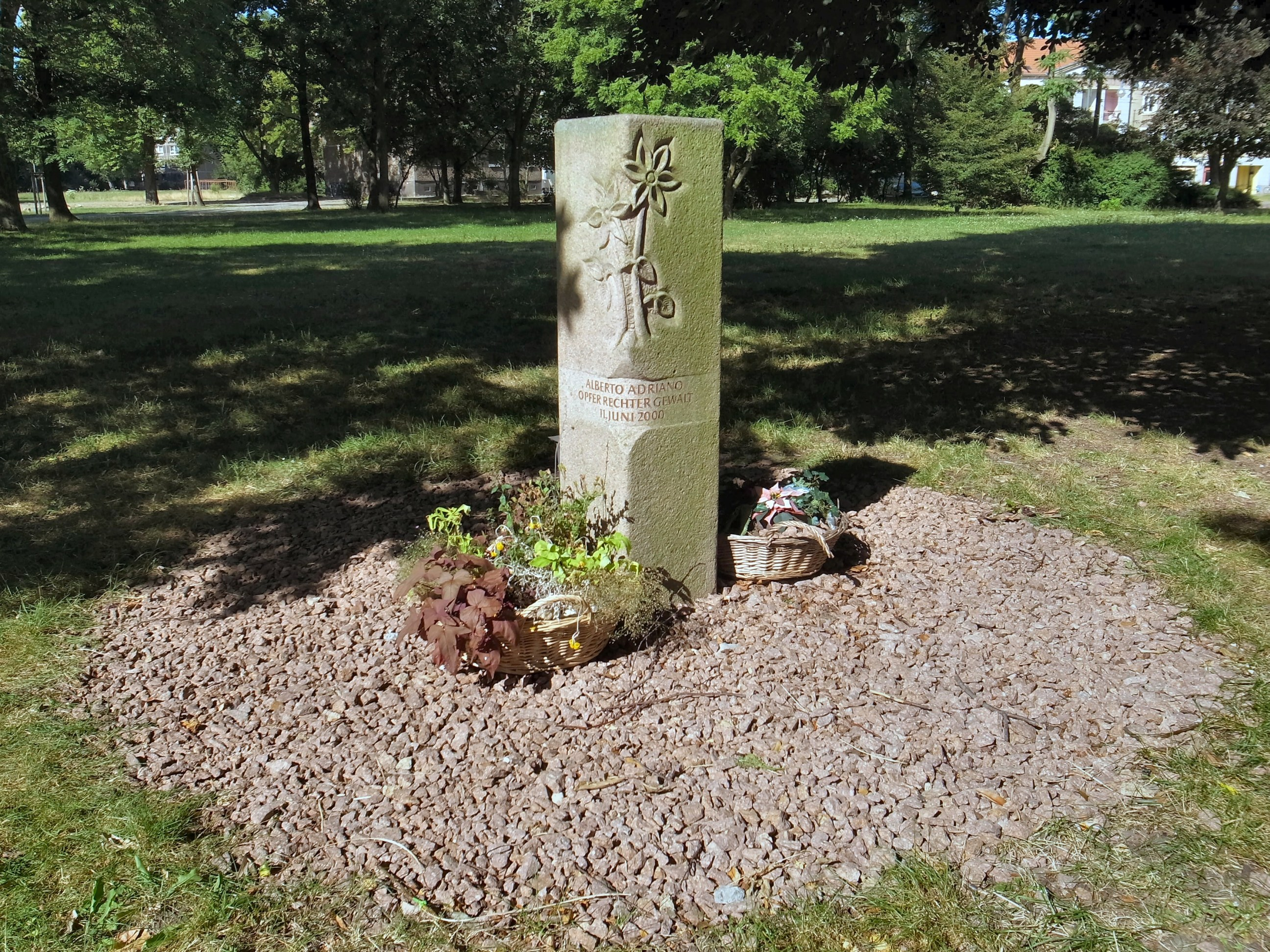
Gedenkstein

Fünf Tage nach dem Tod Alberto Adrianos demonstrierten 2000 Menschen zusammen mit offiziellen Vertretern der Stadt Dessau, des Landes Sachsen-Anhalt und der Bundesregierung gegen die rechtsextreme Gewalt. Am selben Abend demonstrierten noch einmal 500 Menschen auf einer spontanen Antifa-Demonstration.

### Prozess
Während des Prozesses wurde bekannt, dass die Täter bereits vier Tage vor der Tat an Adriano einen anderen Afrikaner verprügelt hatten. Bei den Tätern handelte es sich um Enrico H. (24), Christian R. (16) und Frank M. (16). Alle drei gehörten der rechtsextremen Szene an und zeigten vor Gericht keine Reue.
Elf Wochen nach Prozessbeginn wurden die Täter wegen gemeinschaftlichen Mordes verurteilt. Der Älteste wurde zu einer lebenslangen Haftstrafe verurteilt, die anderen beiden, die zu diesem Zeitpunkt noch minderjährig waren, jeweils zu einer neunjährigen Jugendstrafe.
In- und ausländische Medien zeigten großes Interesse an dem Prozess.

### Adriano (Letzte Warnung)
Das hauptsächlich aus afrodeutschen Künstlern bestehende Musikerkollektiv Brothers Keepers nahm den Song Adriano (Letzte Warnung) auf, der sich inhaltlich unter anderem mit dem Mord an Alberto Adriano befasste. Das Lied wurde am 2. Juli 2001 als Single veröffentlicht.

### Theateradaption
Im Auftrag des Anhaltischen Theaters Dessau arbeitete die Dramaturgin Anna Langhoff die Ermordung Adrianos auf. Unter der Regie von Werner Tritzschler hatte das Stück Am toten Mann im Juni 2001 in Dessau Premiere. Die Kritiken bezeichneten die Umsetzung allerdings als misslungen.
Zwei Jahre später nahm sich der schwedische Bestsellerautor Henning Mankell als Auftragsarbeit für das Stuttgarter Theater tri-bühne des Themas an. Unter der Regie von Edith Koerber wurde Dunkles Brot und tote Blumen dort am 5. Dezember 2003 uraufgeführt.